# Coccidencyrtus bicolor
Coccidencyrtus bicolor är en stekelart som först beskrevs av Girault 1915.  Coccidencyrtus bicolor ingår i släktet Coccidencyrtus och familjen sköldlussteklar. Inga underarter finns listade i Catalogue of Life.